# Anosia molyssa
Anosia molyssa är en fjärilsart som beskrevs av Hans Fruhstorfer 1907. Anosia molyssa ingår i släktet Anosia och familjen praktfjärilar. Inga underarter finns listade i Catalogue of Life.